# Aureococcus-anophagefferens-Virus
Aureococcus-anophagefferens-Virus, wissenschaftlich Kratosvirus quantuckense, ist eine vom International Committee on Taxonomy of Viruses (ICTV) im April 2023 zusammen mit der Gattung Kratosvirus eingerichtete Spezies (Art) von Riesenviren (englisch giant viruses, auch giruses) um das Isolat Aureococcus-anophagefferens-Virus Isolat BtV-01 (BtV-01). K. quantuckense ist die einzige Spezies in der Gattung Kratosvirus, die zusammen mit der Gattung Biavirus die neue Familie Schizomimiviridae (früher Aureococcusvirus-Gruppe) in der Ordnung Imitervirales bildet.

## Forschungsgeschichte
Im Jahr 2008 berichteten Janet M. Rowe et al. über ihre Untersuchungen an Wasserproben, die 2002 während einer Algenblüte (Braune Tiden, englisch brown tides) genommen wurden.
Sie stellten fest, dass die verursachende Mikroalgenart Aureococcus anophagefferens von Viren lysiert (infiziert und schließlich zum Platzen gebracht) werden, die sie als Mitglieder der Familie Phycodnaviridae klassifizierten. Die Viruspartikel (Virionen) waren mit ca. 140 nm verhältnismäßig groß und von ikosaedrischer Gestalt.
Sie bestätigten damit frühere Untersuchungen, die solche Partikel damals lediglich als virusartige Partikel (englisch virus-like particles, VLPs) identifizieren konnten, und widerlegten andere Beobachtungen von phagenähnlichen Aureococcus-Viren. Letztere waren kleiner, hatten einen „Schwanz“ und parasitierten offenbar stattdessen die heterotrophen Prokaryoten (Bakterien und Archaeen) in den Proben, nicht die Mikroalge A. anophagefferens. Von den großen ikosaedrischen Viruspartikeln lagerten sich stattdessen nach einer halben Stunde 63 % an den Mikroalgen an. Offenbar waren diese Viren in der Lage, die Mikroalgen bis zum Zusammenbruch der Algenblüte zu dezimieren.
Dünnschliffe von während Brauner Tiden entnommenen Proben zeigten, dass gegen Ende der Blüte fast 40 % (37,5 %) der Zellen von A. anophagefferens von Viren infiziert waren. Dies zeigt, dass Viren eine wesentliche Rolle bei der Dynamik, der Regulierung und möglicherweise der Beendigung einer Blüte spielen.
Das Team von Janet M. Rowe hatte die Zuordnung der nun Aureococcus-anophagefferens-Virus (AaV) bzw. englisch Brown tide virus (BtV) genannten Virenart zur Riesenviren-Familie Phycodnaviridae (in der heutigen Ordnung Algavirales) jedoch nur aufgrund der Morphologie (der relativen Größe und ikosaedrischen Form) und des Wirtsspektrums getroffen.
Diese vorläufige Taxonomie wurde 2014 als Ergebnis der DNA-Sequenzierung von AaV/BtV durch Moniruzzaman et al. berichtigt.
Sie bestätigten zwar die Klassifizierung unter den NCLDVs (heutiges Phylum Nucleocytoviricota), stellten die Spezies aber in die Verwandtschaft der Familie Mimiviridae (d. h. in die heutige Ordnung Imitervirales) – unter diesen Viren hat AaV/BtV allerdings das vergleichsweise kleinste Genom. Zu seinem relativ zu Nicht-NCLD-Viren immer noch großen und komplexen Genom hatten anscheinend die Aufnahme und Verdoppelung von Genen geführt: Das Virus kodiert mosaikartig eine Reihe von Merkmalen, die aus verschiedenen Evolutionspfaden stammen, was auf mehrfachen horizontalen Gentransfer/(HGT) hindeutet. Das Team stellte aber auch fest, dass AaV/BtV dennoch eine Reihe von Genen besitzt, die man bis dato nur von den Phycodnaviridae kannte. Dies unterstützte die Hypothese, dass Phycodnaviridae und Mimiviridae (innerhalb der NCLDV) einen gemeinsamen Vorfahren haben. Das ICTV hat dem inzwischen Rechnung gezollt, indem es die Phycodnaviridae mit ihrer Ordnung Algavirales einerseits und die Mimiviridae sowie Schizomimiviridae (mit AaV/BtV) mit ihrer Ordnung Imitervirales andererseits in dieselbe Klasse Megaviricetes der Nucleocytoviricota (NCLDV) gestellt hat.
Eine erneute Sequenzierung durch Truchon et al. (2022) brachte leicht veränderte Ergebnisse bzg. der Genomdaten.
Die von Moniruzzaman et al. gefundenen Repetitiven DNA-Elemente hatten beim Zusammensetzen (Assemblieren) der sequenzierten DNA-Bruchstücke zu einem Fehler geführt, wie er auch bei einem Puzzle passieren kann, wenn zu viele Steine Seiten mit übereinstimmender Kontur haben. Die neue Sequenzierung basierte dank inzwischen verbesserter Methoden auf längeren DNA-Teilstücken, wodurch die Fehleranfälligkeit reduziert wird.

## Genom
Die DNA-Sequenzierung durch Moniruzzaman et al. (2014) ergab, dass AaV/BtV hat ein lineares dsDNA-Genom mit einer Größe von 370.920 bp (Basenpaaren) beherbergt. Es wurden 377 (oder 376) mutmaßlich kodierende Sequenzen ermittelt, mit einer Kodierungsdichte von 88,3 %, typisch für große dsDNA-Viren (Riesenviren). Der G+C-Gehalt ist mit 28,7 % klein, d. h. das Genom ist A+T-reich. Dies steht in starkem Kontrast zum Genom seines Wirtes, denn der Wirt A. anophagefferens hat einen viel höheren G+C-Gehalt von 69,5 % bei einer Größe von 56 Mbp (Mega-Basenpaaren).
Zum Zeitpunkt der Studie gab bei 53 % der mutmaßlich kodierenden Sequenzen Beispiele mit hoher Ähnlichkeit in der Gendatenbank. Bei 67 Treffen war die beste Übereinstimmung (best match) bei anderen NCLDVs, bei 56 Treffen bei Eukaryoten (darunter 6 beim Wirt selbst), 72 bei Bakterien und Bakterienviren, und 5 bei Archaeen. Dieses Mosaik deutet jeweils auf einen horizontalen Gentransfer, beispielsweise zwischen Wirt und Virus, hin. AaV/BtV beherbergt 9 von 10 Genen, die in fast allen Vertretern der NCLDVs zu finden sind, was die ursprüngliche Klassifizierung in diesem Phylum bestätigt.
AaV/BtV hat zwei Kopien der großen Untereinheit der RNA-Polymerase II (Rpb1), AaV_242 und AaV_320, möglicherweise als Ergebnis einer paralogen Expansion, und zwei nicht-paraloge Kopien der kleinen Untereinheiten der RNA-Polymerase II (Rpb2), AaV_222 und AaV_370. Ein solches Phänomen wurde auch beim Phaeocystis-globosa-Virus 16T (PgV-16T) berichtet. AaV/BtV beherbergt darüber hinaus sechs andere eukaryotische RNA-Polymerase-Untereinheiten.
Allgemein deutet das Vorkommen von Genen, die Wirte mit unterschiedlichen Lebensweisen infizieren, darauf hin, dass es im gemeinsamen Vorfahren dieser Viren vorhanden gewesen sein könnte und eine wichtige Funktion bei Replikation des Virus haben könnte.
Die erneute Sequenzierung durch Ruchon et al. (2022) ergab leicht veränderte Genomdaten: Eine Länge von 381.717 bp (Basenpaaren) und einen G+C-Gehalt von 29,1 %. (gegenüber den 28,7 % zuvor). Dabei war eine zusätzliche 5-kbp-Region zwischen den zuvor ermittelten polaren Enden des Referenzgenoms mit erfasst. Insgesamt sollten es damit 384 kodierende Sequenzen sein.

### tRNA-Gene
Das Genom von AaV/BtV enthält acht tRNA-Gene (Gene für Transfer-RNAs) – tRNAs wurden auch bei anderen Mitgliedern der Ordnung Imitervirales gefunden.

### Gentransfer Wirt zu Virus
Vom Wirt stammende Gene spielen bei Cyanophagen und großen DNA-Viren eine Schlüsselrolle um die Ressourcen des Wirts zu nutzen und erleichtern daher die Erzeugung der Virus-Nachommenschaft und die schließliche Lyse des Wirts. Moniruzzaman et al. konnten mindestens 6, wahrscheinlich 13 oder mehr Gene identifizieren, die vom Wirt erworben sein könnten, darunter eine Glucuronyl-Hydrolase, eine Pektat-Lyase. Da Braune Tiden mit einer starken Lichtabsorption verbunden sind, ist nur eine eingeschränkte Photosyntheseaktivität möglich. Die beiden genannten Enzyme ermöglichen es dem Wirt, während der Blüte Energie aus reichlich vorhandenen organischen Kohlenstoffquellen zu gewinnen.
Dadurch kann die infizierte Zelle (Viruszelle) Energie gewinnen; auch dann noch, wenn im späten Stadium der Infektion bereits ihr Chloroplast abgebaut wird; alles zum Nutzen des Virus natürlich.

### Repetitive DNA
Repetitive-DNA-Elemente kommen häufig in den Genomen großer DNA-Viren (Riesenviren) vor.
Beispielsweise haben das Cafeteria-roenbergensis-Virus (CroV, Rheavirus sinusmexicani) und Acanthamoeba-polyphaga-Mimivirus (ApMV, Mimivirus bradfordmassiliense) FNIP-Wiederholungen (PF05725); auch bei EhV-86 (Gattung Coccolithovirus) wurden drei Familien solcher Repeats gefunden. Auch bei AaV/BtV hat man Hinweise auf solche Repeats gefunden (DUF285). Zudem gibt es Tandem Repeats (Mikrosatelliten) am 5'-Ende des Genoms (PARCELs, Palindromic Amphipathic Repeat Coding Elements). Man vermutet, dass sich PARCELs in verschiedenen bakteriellen und eukaryotischen Abstammungslinien durch horizontalen Gentransfer (HGT) und intragenomisches Shuffling verbreitet haben.

## Systematik
Systematik gem. International Committee on Taxonomy of Viruses (ICTV) und Aylward et al. (2021):
Phylum: Nucleocytoviricota (NCLDV), Klasse: Megaviricetes
- Ordnung: Algavirales mit einziger Familie Phycodnaviridae
- Ordnung: Imitervirales
  - Familie: Mimiviridae (insbes. Amöbenviren)
  - Familie: Allomimiviridae (Tetraselmisvirus-Gruppe)
  - Familie: Mesomimiviridae (OLPG, Organic-Lake-Viren-Gruppe)
  - Familie: Schizomimiviridae (Aureococcusvirus-Gruppe)[3]
    - Gattung: Kratosvirus
      - Spezies Kratosvirus quantuckense (Aureococcus-anophagefferens-Virus, AaV, englisch auch Brown tide virus, BtV)[12]
        - Aureococcus-anophagefferens-Virus Isolat BtV-01[2][13] – Fundort: Quantuck Bay, (40° 48′ 30″ N, 72° 37′ 0″ W),[4] Long Island, USA[6][7]
        - Aureococcus-anophagefferens-Virus Isolat QBARTUTK (alias AaV_2021)[14] – Fundort: Long Island, USA, 16. August 2021[14][10]

  - Gattung: Biavirus

## Bedeutung
Durch A. anophagefferens verursachte Braune Tiden werden seit 1985 in den Ästuaren des Mittelatlantiks beobachtet und können verheerende Auswirkungen auf die Umgebung haben. Dies geschieht beispielsweise, indem sie das Sonnenlicht abschwächen, so dass das unter Wasser lebende photosynthetische Organismen nicht mehr erreicht.
Ein häufig betroffener photosynthetischer Organismus ist Seegras (englisch eelgrass), das eine wichtige Nahrungsquelle und Lebensraum für Mitglieder höherer trophischer Ebenen ist.
Algenblüten können durch bioverfügbare gelöste organische Stoffe (englisch dissolved organic matter, DOM) gefördert werden.
Algenviren können einerseits eine Blüte zum Erliegen bringen, andererseits kann aber eine erhöhte Virendichte während einer Blüte das Wachstum der Blüte sogar fördern, indem sie durch Zelllyse eine Quelle von DOM darstellen.

## Etymologie
Der Gattungsname Kratosvirus leitet sich ab von Kratos, in der griechischen Mythologie der Sohn des Titanen Pallas und der Styx, Bruder der Bia. Das Artepitheton quantuckense ist eine latinisierte Form mit der Bedeutung für „von der Quantuck (Bucht)“ oder „zur Quantuck (Bucht) gehörig“. Dies verweist auf den Entnahmeort der Proben für die Erstbeschreibung durch Janet M. Rowe et al.
Die Bezeichnung des Stammes QBARTUTK ist offenbar eine Abkürzung für Quantuck Bay, A. R. Truchon, University of Tennessee, Knoxville.